# Rolex Paris Masters 2024
Rolex Paris Masters 2024 byl tenisový turnaj na mužském profesionálním okruhu ATP Tour, naposledy hraný v komplexu arény Accor před přestěhováním do arény La Défense. Padesátý druhý ročník Paris Masters probíhal mezi 28. říjnem a 3. listopadem 2024 ve francouzské metropoli Paříži na dvorcích s tvrdým povrchem GreenSet. Generálním sponzorem se poosmé stala švýcarská hodinářská firma Rolex.
Turnaj dotovaný 6 946 835 eury byl poslední částí devítidílné kategorie ATP Tour Masters 1000. Nejvýše nasazeným singlistou se po odstoupení Sinnera pro virózu stal druhý tenista světa Carlos Alcaraz ze Španělska. Jako poslední přímý účastník do dvouhry nastoupil italský 44. hráč žebříčku Matteo Berrettini. V důsledku invaze Ruska na Ukrajinu na konci února 2022 řídící organizace tenisu ATP, WTA a ITF s grandslamy rozhodly, že ruští a běloruští tenisté mohli dále na okruzích startovat, ale do odvolání nikoli pod vlajkami Ruska a Běloruska.
Dvacátý třetí singlový titul na okruhu ATP Tour a sedmý na Mastersech vybojoval 27letý Němec Alexander Zverev. V Pařiži se stal druhým německým šampionem po trojnásobném vítězi Borisi Beckerovi. Čtyřhru ovládli Nizozemec Wesley Koolhof s Chorvatem Nikola Mektić, kteří jako pár získali šestou trofej a třetí na Mastersech.

## Rozdělení bodů a finančních odměn

### Rozdělení bodů
| Soutěž  | Soutěž | vítězové | finalisté | semifinalisté | čtvrtfinalisté | 16 v kole | 32 v kole | 64 v kole | Q  | Q2 | Q1 |
| ------- | ------ | -------- | --------- | ------------- | -------------- | --------- | --------- | --------- | -- | -- | -- |
| dvouhra | [ 3 ]  | 1 000    | 650       | 400           | 200            | 100       | 50        | 10        | 30 | 16 | 0  |
| čtyřhra | [ 8 ]  | 1 000    | 600       | 360           | 180            | 90        | 0         | —         | —  | —  | —  |

### Finanční odměny
| Soutěž                                | Soutěž      | vítězové  | finalisté | semifinalisté | čtvrtfinalisté | 16 v kole | 32 v kole | 64 v kole | Q2       | Q1      |
| ------------------------------------- | ----------- | --------- | --------- | ------------- | -------------- | --------- | --------- | --------- | -------- | ------- |
| dvouhra                               | [ 3 ] [ 9 ] | 919 075 € | 501 880 € | 274 425 €     | 149 685 €      | 80 065 €  | 42 935 €  | 23 785 €  | 12 185 € | 6 380 € |
| čtyřhra                               | [ 8 ]       | 310 900 € | 162 490 € | 85 870 €      | 47 580 €       | 26 110 €  | 14 500 €  | —         | —        | —       |
| částky ve čtyřhře jsou uváděny na pár |             |           |           |               |                |           |           |           |          |         |

## Dvouhra

### Nasazení

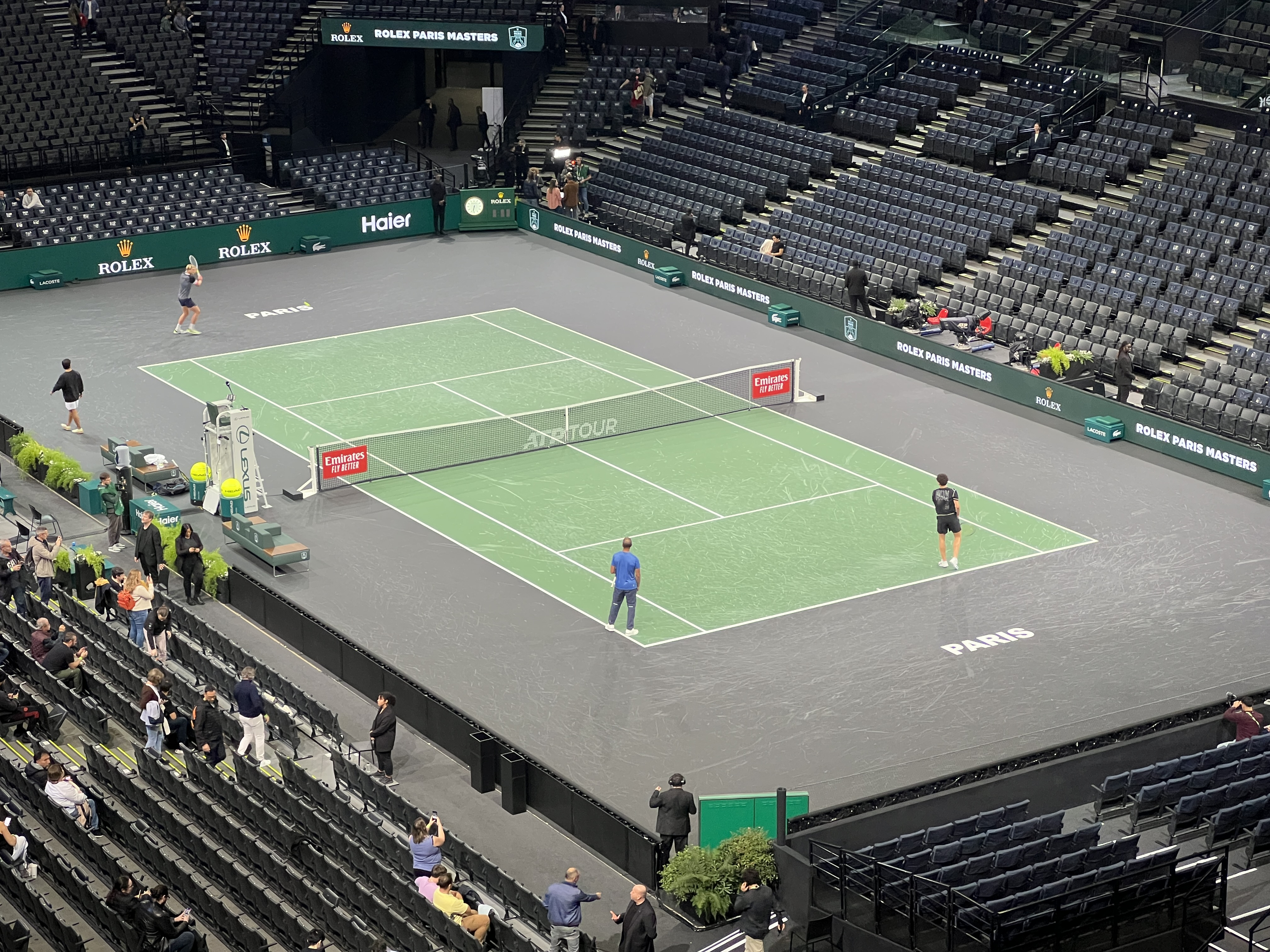
Dvorec v roce 2024. Kolorace povrchu GreenSet v barvách titulárního partnera Rolex

| Stát                          | Hráč               | ATP | Nasazení |
| ----------------------------- | ------------------ | --- | -------- |
| Itálie                        | Jannik Sinner      | 1.  | 1.       |
| Španělsko                     | Carlos Alcaraz     | 2.  | 2.       |
| Německo                       | Alexander Zverev   | 3.  | 3.       |
|                               | Daniil Medveděv    | 5.  | 4.       |
| USA                           | Taylor Fritz       | 6.  | 5.       |
|                               | Andrej Rubljov     | 7.  | 6.       |
| Norsko                        | Casper Ruud        | 8.  | 7.       |
| Bulharsko                     | Grigor Dimitrov    | 9.  | 8.       |
| Austrálie                     | Alex de Minaur     | 10. | 9.       |
| Řecko                         | Stefanos Tsitsipas | 11. | 10.      |
| USA                           | Tommy Paul         | 12. | 11.      |
| Polsko                        | Hubert Hurkacz     | 14. | 12.      |
| Dánsko                        | Holger Rune        | 13. | 13.      |
| USA                           | Frances Tiafoe     | 17. | 14.      |
| Francie                       | Ugo Humbert        | 18. | 15.      |
| Itálie                        | Lorenzo Musetti    | 16. | 16.      |
| Žebříček ATP k 28. říjnu 2024 |                    |     |          |

### Jiné formy účasti
Následující hráči obdrželi divokou kartu do hlavní soutěže:
- Richard Gasquet
- Adrian Mannarino
- Giovanni Mpetshi Perricard
- Arthur Rinderknech

Následující hráči nastoupili pod žebříčkovou ochranou:
- Pablo Carreño Busta
- Marin Čilić

Následující hráči postoupili z kvalifikace:
- Alejandro Davidovich Fokina
- Fabio Fognini
- Marcos Giron
- Quentin Halys
- Corentin Moutet
- Lorenzo Sonego
- Šang Ťün-čcheng

Následující hráči postoupili z kvalifikace jako šťastní poražení: 
- Zizou Bergs
- Roberto Carballés Baena
- Arthur Cazaux
- Miomir Kecmanović
- Christopher O'Connell

### Odhlášení
před začátkem turnaje
- Félix Auger-Aliassime → nahradil jej  Roberto Carballés Baena
- Pablo Carreño Busta → nahradil jej  Christopher O'Connell
- Flavio Cobolli → nahradil jej  Zizou Bergs
- Alejandro Davidovich Fokina → nahradil jej  Miomir Kecmanović
- Novak Djoković → nahradil jej  Alex Michelsen
- Sebastian Korda → nahradil jej  Matteo Berrettini
- Jannik Sinner → nahradil jej   Arthur Cazaux

## Čtyřhra

### Nasazení
| Stát                                                                     | Hráč              | Stát               | Hráč             | ATP | Nasazení |
| ------------------------------------------------------------------------ | ----------------- | ------------------ | ---------------- | --- | -------- |
| Španělsko                                                                | Marcel Granollers | Argentina          | Horacio Zeballos | 2.  | 1.       |
| Salvador                                                                 | Marcelo Arévalo   | Chorvatsko         | Mate Pavić       | 7.  | 2.       |
| Indie                                                                    | Rohan Bopanna     | Austrálie          | Matthew Ebden    | 15. | 3.       |
| Austrálie                                                                | Max Purcell       | Austrálie          | Jordan Thompson  | 15. | 4.       |
| Itálie                                                                   | Simone Bolelli    | Itálie             | Andrea Vavassori | 15. | 5.       |
| Nizozemsko                                                               | Wesley Koolhof    | Chorvatsko         | Nikola Mektić    | 28. | 6.       |
| Německo                                                                  | Kevin Krawietz    | Německo            | Tim Pütz         | 32. | 7.       |
| Finsko                                                                   | Harri Heliövaara  | Spojené království | Henry Patten     | 32. | 8.       |
| Žebříček ATP k 21. říjnu 2024; číslo je součtem umístění obou členů páru |                   |                    |                  |     |          |

### Jiné formy účasti
Následující páry obdržely divokou kartu:
- Sadio Doumbia /  Fabien Reboul
- Arthur Fils /  Giovanni Mpetshi Perricard

Následující páry nastoupily z pozice náhradníků:
- Ariel Behar /  Robert Galloway
- Francisco Cerúndolo /  Tomás Martín Etcheverry
- Lloyd Glasspool /  Adam Pavlásek
- Jamie Murray /  John Peers

### Odhlášení
před začátkem turnaje
- Alexandr Bublik /   Karen Chačanov → nahradili je  Jamie Murray /  John Peers
- Pablo Carreño Busta /  Pedro Martínez → nahradili je  Lloyd Glasspool /  Adam Pavlásek
- Kevin Krawietz /  Tim Pütz → nahradili je  Ariel Behar /  Robert Galloway
- Tomáš Macháč /  Casper Ruud → nahradili je  Francisco Cerúndolo /  Tomás Martín Etcheverry

## Přehled finále

### Mužská dvouhra
- Alexander Zverev vs.  Ugo Humbert, 6–2, 6–2

### Mužská čtyřhra
- Wesley Koolhof /  Nikola Mektić vs.  Lloyd Glasspool /  Adam Pavlásek,  3–6, 6–3, [10–5]